# ラム–ディッケ領域
イオントラップ実験において、ラム–ディッケ領域（ラム–ディッケりょういき、英: Lamb Dicke regime）およびラム–ディッケ限界（ラム–ディッケげんかい、Lamb Dicke limit）とは、イオンの内部キュービット状態と運動状態との間の（外部光場により誘起される）カップリングが十分に小さく、運動量子数が1より大きい数だけ変化するような遷移が強く抑制されるような領域およびその限界のことをいう。
この条件は定量的には次のような不等式で表される。
{\displaystyle \eta ^{2}(2n+1)\ll 1}
ここで η はラム–ディッケパラメータであり、n はイオンの調和振動子状態の運動量子数である。

## ラム–ディッケパラメータとラム–ディッケ領域との関係
イオントラップの静的なポテンシャルに沿った方向のイオンの運動（z-軸に沿った並進運動）を考えると、トラップポテンシャルは平衡位置のまわりでは調和ポテンシャルで十分に近似でき、イオンの運動は局所的に固有状態 |n⟩ を持つ量子調和振動子のそれとなる。このとき、位置演算子  は以下のように与えられる。
{\displaystyle {\hat {z}}=z_{0}({\hat {a}}+{\hat {a}}^{\dagger })}
ここで、 
{\displaystyle z_{0}=(\langle 0\vert {\hat {z}}^{2}\vert 0\rangle )^{\frac {1}{2}}=(\hbar /2m\omega _{z})^{\frac {1}{2}}}
は零点波動関数の広がり、 ωz は z-軸方向の静的調和トラップポテンシャルの振動数、, † は調和振動子の昇降演算子である。ラム–ディッケ領域は次の条件に対応する。
{\displaystyle \langle \Psi _{\mathrm {motion} }\vert {k_{z}}^{2}{\hat {z}}^{2}\vert \Psi _{\mathrm {motion} }\rangle ^{1/2}\ll 1}
ここで、|Ψmotion⟩ はイオンの波動関数の運動成分、kz=k·=|k|cosθ=2π/λcosθ はイオンに作用する光場の波数ベクトルの z-方向の射影である。
ラム–ディッケパラメータは実際上次のように定義される。
{\displaystyle \eta =k_{z}z_{0}}
運動量 ħkz を持つ光子の吸収・放出に際してイオンの運動エネルギーは反跳エネルギー ER = ħωR だけ変化する。ここで、反跳周波数を以下のように定義する。
{\displaystyle \omega _{\mathrm {R} }={\frac {\hbar k_{z}^{2}}{2m}}}
そして、ラム–ディッケパラメータの二乗について次の関係式が成り立つ。
{\displaystyle \eta ^{2}=k_{z}^{2}z_{0}^{2}={\frac {\hbar k_{z}^{2}}{2m\omega _{z}}}={\frac {\omega _{\mathrm {R} }}{\omega _{z}}}={\frac {E_{\mathrm {R} }}{\Delta E}}}
ここで、ΔE は調和振動子のエネルギー量子である。したがって、ラム–ディッケパラメータ η はイオンの内部状態と運動状態との間のカップリングの強さを定量する。ラム–ディッケパラメータが 1 よりも非常に小さい場合、調和振動子の量子化された状態間の間隔は反跳エネルギーよりも大きく、イオンの運動状態を変化させるような遷移は無視できる。ラム–ディッケパラメータが小さいことはラム–ディッケ領域の必要条件であるが、十分条件ではない。

## 数学的背景
イオントラップ実験において、レーザー場はイオンの内部状態と運動状態とをカップリングさせるために用いられる。イオンが光子を吸収・放出する際の力学的反跳は演算子 exp(ikzz) で表わされる。これらの演算子は原子の運動量の ±ħkz だけのずれを誘起する。ただし + は吸収、− は放出に対応する。調和振動子の固有状態 {|n⟩}n∈No を基底として、 |n⟩ → |n′⟩ の遷移確率はフランク–コンドン係数により与えられる。
{\displaystyle F_{n\rightarrow n^{\prime }}=\langle n^{\prime }\vert \exp(ik_{z}z)\vert n\rangle =\langle n^{\prime }\vert \exp(i\eta ({\hat {a}}+{\hat {a}}^{\dagger }))\vert n\rangle }
ラム–ディッケ領域の条件が満たされている場合にはテイラー展開が可能であり、
{\displaystyle \exp(i\eta ({\hat {a}}+{\hat {a}}^{\dagger }))=1+i\eta ({\hat {a}}+{\hat {a}}^{\dagger })+O(\eta ^{2})}
そして運動量子数 n が 1 よりも大きく変化する遷移が強く抑制されることは簡単にみてとれる。

## ラム–ディッケ領域の意味
ラム–ディッケ領域では、自発的崩壊は主にキュービットの内部遷移の周波数（キャリア周波数）で起こり、したがってイオンの運動状態はほとんどの時間で影響を受けない。この条件は分解サイドバンド冷却が効率的に働くために必要である。
ラム–ディッケ領域に到達することはイオンのコヒーレント操作を実行する際に利用される多くの方式において必要である。したがって、これらの手法で量子もつれを起こすためのイオンの上限温度がこれにより決まる。イオンへのレーザーパルスによる操作中、イオンはレーザー冷却することができない。そのため、事前の冷却により量子もつれを起こさせる操作が終わるまでラム–ディッケ領域からはずれないような温度にまであらかじめ下げておくことが必要である。